# Kanton Roquemaure
Der Kanton Roquemaure  ist seit 1790 ein französischer Wahlkreis im Arrondissement Nîmes, im Département Gard und in der Region Okzitanien; sein Hauptort ist Roquemaure.

## Gemeinden
Der Kanton besteht aus elf Gemeinden mit insgesamt 27.572 Einwohnern (Stand: 1. Januar 2022) auf einer Gesamtfläche von 169,34 km²:
| Gemeinde                 | Einwohner 1. Januar 2022 | Fläche km² | Dichte Einw./km² | Code INSEE | Postleitzahl |
| ------------------------ | ------------------------ | ---------- | ---------------- | ---------- | ------------ |
| Codolet                  | 597                      | 5,17       | 115              | 30084      | 30200        |
| Laudun-l’Ardoise         | 6.673                    | 34,19      | 195              | 30141      | 30290        |
| Lirac                    | 938                      | 9,76       | 96               | 30149      | 30126        |
| Montfaucon               | 1.525                    | 4,24       | 360              | 30178      | 30150        |
| Roquemaure               | 5.528                    | 26,22      | 211              | 30221      | 30150        |
| Saint-Geniès-de-Comolas  | 2.013                    | 8,26       | 244              | 30254      | 30150        |
| Saint-Laurent-des-Arbres | 2.984                    | 16,35      | 183              | 30278      | 30126        |
| Saint-Paul-les-Fonts     | 1.047                    | 5,46       | 192              | 30355      | 30330        |
| Saint-Victor-la-Coste    | 2.222                    | 26,64      | 83               | 30302      | 30290        |
| Sauveterre               | 2.013                    | 13,09      | 154              | 30312      | 30150        |
| Tavel                    | 2.032                    | 19,96      | 102              | 30326      | 30126        |
| Kanton Roquemaure        | 27.572                   | 169,34     | 163              | 3017       | –            |

Bis zur landesweiten Neuordnung der französischen Kantone im März 2015 gehörten zum Kanton Roquemaure die neun Gemeinden Laudun-l’Ardoise, Lirac, Montfaucon, Roquemaure, Saint-Geniès-de-Comolas, Saint-Laurent-des-Arbres, Saint-Victor-la-Coste, Sauveterre und Tavel. Sein Zuschnitt entsprach einer Fläche von 158,71 km2. Er besaß vor 2015 den INSEE-Code 3023.